# Felicity (serial telewizyjny)
Felicity – amerykański serial telewizyjny o Felicity Porter (granej przez Keri Russell), studentce Uniwersytetu Nowojorskiego, i jej perypetiach życiowych w Nowym Jorku, z dala od rodzinnego domu w Kalifornii. Serial emitowano w telewizji WB (w Polsce w TVP2, a następnie TVP3) przez cztery sezony w latach 1998–2002, a każda seria odpowiadała rokowi studiów na uniwersytecie. Powstały 84 odcinki. Twórcą serialu był J.J. Abrams, pomysłodawca takich serii jak Agentka o stu twarzach i Zagubieni.

## Fabuła
Akcja Felicity rozpoczyna się od nieoczekiwanego wyjazdu głównej bohaterki na studia do Nowego Jorku. Powodem tej decyzji jest Ben Covington (Scott Speedman), kolega z kalifornijskiego liceum, w którym zakochała się dziewczyna. Ben, nieświadomy uczucia Felicity, wyjeżdża na studia do Nowego Jorku, a Felicity podąża za nim. Pobyt w zupełnie nowym mieście stanowi bolesne zderzenie z rzeczywistością dla Felicity, która musi zmierzyć się z samotnością, tęsknotą za domem i rozczarowaniem wobec Bena. Nawiązuje nowe przyjaźnie, z których część nie przetrwa, a na horyzoncie pojawia się Noel Crane (Scott Foley), który adoruje Felicity, a ona pozostaje rozdarta pomiędzy swą pierwszą (z czasem odwzajemnioną) miłością - Benem a niepewnymi uczuciami wobec Noela. Ten miłosny "konflikt" trwa aż do ostatniego odcinka serialu. W tle trójki głównych bohaterów rozgrywają się perypetie ich przyjaciół – Eleny Tyler (Tangi Miller), Seana Blumberga (Greg Grunberg), Meghan Rotundi (Amanda Foreman) i Javiera Quitaty (Ian Gomez).

## Odcinki

### Sezon III
| Nr odcinka | Tytuł                         | Opis |
| ---------- | ----------------------------- | --- |
| 1          | The Christening               | Po powrocie z wakacji, Felicity postanawia wynająć mieszkanie dla siebie i dla Bena. Zaskoczony chłopak boi się jednak, że ich związek ucierpi w konfrontacji z troskami codzienności. Seria zabawnych perypetii potwierdza słuszność tych obaw i Ben wraca do mieszkania Seana, a Felicity - do akademika, gdzie czekają Julie, Elena i Meghan. Nikt nie zna losów Noela, który przepadł bez wieści. Wyśledził go dociekliwy Scott. Okazuje się, że Noel mieszka z wyjątkowo destruktywną kuzynką Javiera, Natalie. Przyjaciele postanawiają ratować Noela... |
| 2          | The Anti-Natalie Intervention | Przygotowana przez Scotta terapia, która miała pomóc Noelowi w zerwaniu z toksyczną Natalie, kończy się skandalem towarzyskim. Do Bena przyjeżdża ojciec alkoholik, który zaczyna kurację odwykową i chce się pojednać z synem. Nieufny Ben przyjmuje przeprosiny i przeżywa kolejne rozczarowanie. Elena zaczyna flirtować z sympatycznym studentem prawa, Finnem, który pomaga Noelowi przygotować unieważnienie małżeństwa z Natalie. |
| 3          | Hello, I Must Be Going        | Ben martwi się zniknięciem ojca, ale nie chce przyjąć pomocy Felicity, tylko zamyka się w sobie i wyładowuje na otoczeniu. Noel nie jest pewny, czy chce się rozwieść z Natalie, która okazuje się dziedziczką sporej fortuny i jest zdecydowana walczyć o męża. Do przyjaciół dołącza nowa dziewczyna, Molly, która przyjechała na studia z Londynu. Znika jednak coraz bardziej zdystansowana od przyjaciół Julie. Zostawia kasetę, w której tłumaczy swoje postępowanie. Wszyscy są wstrząśnięci jej wyznaniem. |
| 4          | Greeks and Geeks              | Felicity jest załamana odejściem Julie. Zaniedbuje studia. Meghan postanawia pomóc przyjaciółce. Aby choć na chwilę zapomniała o kłopotach, zabiera ją na imprezę. Rano Felicity nie pamięta, jak znalazła się w łóżku Randy’ego. Noel porządkuje swoje sprawy. Wraca na studia i otrzymuje wymarzoną pracę w centrum informatycznym. Będzie naprawiać komputery studentów. Tymczasem Ben przygotowuje do specjalnego egzaminu Javiera, starającego się o amerykańskie obywatelstwo. Odnosi sukces. Cała paczka spotyka się na uroczystości ślubowania. Felicity nie może spojrzeć Benowi w oczy. |
| 5          | Surprise                      | Felicity wyjaśnia Randy'emu, że w noc po imprezie do niczego nie doszło. Nie wie jednak jak o swojej "przygodzie" opowiedzieć Benowi. Szczera rozmowa jest niemożliwa, ponieważ Felicity ma urodziny, a Ben urządza na jej cześć imprezę niespodziankę. Gdy Scott włącza komputer, żeby sprawdzić pocztę, na monitorze pojawia się zdjęcie Felicity z Randym. Ben żąda wyjaśnień, ale nie daje im wiary. |
| 6          | One Ball, Two Strikes         | Lekarz nie ma wątpliwości: Sean ma raka i powinien być szybko operowany. Felicity prosi Randy’ego, żeby ten porozmawiał z obrażonym na nią Benem. Spotkanie chłopców kończy się jednak bójką, po której Randy musi być opatrzony na pogotowiu. Felicity jest zaniepokojona, ale Ben wyciąga rękę do zgody i sprawy wracają do normy. Nie dla wszystkich, koledzy Randy’ego postanawiają bowiem pomścić jego krzywdy. |
| 7          | Kissing Mr. Covington         | Kurującego się po ciężkim pobiciu Bena odwiedza ojciec, który podejmuje kolejną próbę zasypania dzielącej ich przepaści. Podczas rozmowy z Felicity posuwa się jednak za daleko i znów traci zaufanie syna. Sean wraca do formy po udanej operacji. Przeżywa też religijne nawrócenie, na co Meghan reaguje najpierw z niepokojem, a potem z irytacją. Tymczasem Elena próbuje powiedzieć Tracy'emu, że w chwili słabości zdradziła go z Finnem. |
| 8          | A Good Egg                    | Javier i Sammuel chcą mieć dziecko. Muszą jednak znaleźć kobietę, która zostanie dawcą komórki jajowej. Ich wybór pada na Felicity. Ben protestuje, ale jego altruistycznie usposobiona dziewczyna chce pomóc przyjaciołom i zgadza się na udział w komicznej mistyfikacji, która kończy się skandalem. Noel przegląda pocztę elektroniczną pięknej Jane i coraz bardziej ją osacza. W ostatniej chwili rusza go jednak sumienie, przyznaje się do oszustwa i dostaje odprawę. Tracy nie może wybaczyć Elenie zdrady i odchodzi. Tymczasem Ben ulega namowom zaniepokojonej jego wybuchami Felicity i zapisuje się na terapię, gdzie spotyka Molly. |
| 9          | James and The Giant Piece     | Noel mozoli się nad kreskówką, którą chce pokazać swemu profesorowi prowadzącemu portal internetowy. Przełom w pracach następuje, gdy w projekt włącza się uzdolniona plastycznie Felicity. Tymczasem Ben sumiennie uczęszcza na terapię grupową, podczas której poznaje niepokojące tajemnice Molly. Nie wolno mu powtarzać rozmów toczących się podczas zajęć, ale nie wytrzymuje, gdy Molly ściąga do domu swojego chłopaka, Jamesa - narkomana i dealera. Meghan jest znudzona mieszczańskim życiem u boku Seana i postanawia się bawić, ale szybko stwierdza, że nie można wejść dwa razy do tej samej wody. |
| 10         | Let's Get It On               | Tuż przed sesją dochodzi do nieporozumienia, w wyniku którego Felicity musi zdać dodatkowy egzamin, co koliduje z pracami nad kreskówką. Dzięki pomocy Noela dostaje jednak upragnioną piątkę. W zamian pomaga mu w pisaniu scenariuszy pierwszej serii kreskówki. Richard ma pomysł, jak ratować skąpy budżet samorządu: wyda kalendarz z najpiękniejszymi studentkami i najprzystojniejszymi studentami uniwersytetu. Obrady komitetu organizacyjnego są burzliwe, ponieważ zasiadają w nim skłóceni Sean i Meghan. Elena jest zaniepokojona, gdyż niespodziewanie gwiazdą kalendarza może zostać Tracy, z którym właśnie się pogodziła. Ben pomaga Molly zerwać z Jamesem. |
| 11         | And To All a Good Night       | Przed Bożym Narodzeniem do Nowego Jorku przyjeżdża matka Felicity. Barbara robi wszystko, żeby jej córka zainteresowała się Noelem i zostawiła Bena, o którym - po serii pechowych przypadków - jest jak najgorszego zdania. Tracy ostatecznie wybacza Elenie, ale wcześniej zgłosił się na kilkumiesięczny wyjazd do Afryki. Felicity wraz z koleżankami organizuje wielkie przyjęcie gwiazdkowe, na którym zjawia się odtrącony przez Molly James. Chłopak jest pod wpływem narkotyków i ma broń. |
| 12         | Girlfight                     | Młodzi nie mogą się otrząsnąć po tragedii, do której doszło podczas gwiazdkowego przyjęcia. James trafia do więzienia, a Molly wraca do Anglii. Avery, ciężko ranna podczas strzelaniny, jest przekonana, że żyje dzięki Benowi. Pochodząca z bogatej rodziny dziewczyna ma gest i na Bena spada deszcz drogich prezentów. Felicity patrzy na to z rosnącym niepokojem. Wybuch wojny między nią a Avery jest tylko kwestią czasu. Elena rozpacza, ponieważ nie ma informacji od Tracy'ego o jego rychłym powrocie, na dodatek chłopak poznał w Afryce nową dziewczynę, Rose. |
| 13         | Blackout                      | Do Meghan przyjeżdża koleżanka ze szkolnych lat, Chris, której film pokazano na prestiżowym festiwalu Sundance. Sean postanawia pochwalić się swoim dokumentem. Nad Nowym Jorkiem przetacza się jednak burza, która pozbawia miasto prądu i elektryzuje atmosferę podczas seansu. Dochodzi do wielu spięć. Sean kłóci się z Meghan, a Felicity ma za złe Benowi, który boi się kolejnego egzaminu i przyjmuje pomoc Avery. |
| 14         | The Break-Up Kit              | Ben przyjmuje zaproszenie Avery do eleganckiego letniego domu jej rodziców. Noel stara się rozbawić załamaną Felicity, która jednak nie ulega jego urokowi. Postanawia natomiast jeszcze raz porozmawiać z Benem i skutecznie przekonuje go do powrotu. Molly przywozi maseczkę, po której zastosowaniu Elena ma poparzone rogówki i musi nosić opatrunki uniemożliwiające jej widzenie. Na szczęście, poznaje sympatycznego Deforresta, który pomaga jej w studiach. |
| 15         | Senioritis                    | Avery sugeruje w czasie rozmowy z Noelem, że między nią a Benem doszło do zbliżenia. Noel nie jest w stanie ukryć niechęci do swego rywala w walce o względy Felicity. Napięcie między chłopcami przeradza się w otwartą wrogość. Kiedy Avery próbuje popełnić samobójstwo, Ben czuje się w obowiązku pomóc nieszczęśliwie zakochanej dziewczynie. Tymczasem Noel otrzymuje lukratywną propozycję pracy w Seattle. W jego zespole jest miejsce na wakacyjną pracę dla Felicity. |
| 16         | It's Raining Men              | Javier trafia do szpitala z podejrzeniem zawału. Na czas jego nieobecności szefową kawiarni zostaje Felicity. Jej życie - i tak trudne z powodu kłopotów sercowych i nadchodzącej sesji - zamienia się w piekło. Dziewczyna musi prosić o pomoc urażonego Noela, który doprowadza Bena do szału. Konfrontacja jest nieuchronna. Sean skłania Meghan do wizyty u specjalistki od terapii małżeństw. Sesja ma burzliwy, ale oczyszczający przebieg. Elena przekonuje Deforresta, że chce się z nim spotykać i nie robi tego w porywie szlachetności. Okazuje się, że Javier nie miał zawału. Życie powoli wraca do normy. Felicity ostatecznie rezygnuje z wyjazdu z Noelem do Seattle. Chce być z Benem.                                                                                     |
| 17         | The Last Summer Ever          | Noel przygotowuje się do ceremonii rozdania dyplomów. Z tej okazji przyjeżdża do niego Ruby, jego była dziewczyna. Ruby samotnie wychowuje dziecko i nadal wspomina Noela. Felicity i Ben planują wspólne wakacje pod namiotem. Sean i Meghan kłócą się o to, czy skorzystać z domu rodziców Meghan w Szwajcarii i spędzić tam lato, czy też jechać gdzieś na własny rachunek. Tracy chce wrócić do Eleny, która przeżywa rozterki. Nie jest pewna, czy warto wchodzić do tej samej rzeki, ale trudno jej dłużej się opierać, kiedy Tracy oświadcza się jej. Ben niespodziewanie dostaje się na kurs dla sanitariuszy i zmienia plany wakacyjne. Felicity postanawia spędzić lato w Nowym Jorku. Okazuje się, że z pracy Noela w Seattle nic nie wyszło, więc on również zostaje w mieście. |

### Sezon IV
| Nr odcinka | Tytuł                    | Opis |
| ---------- | ------------------------ | --- |
| 1          | The Declaration          | Jest początek roku akademickiego - ostatniego dla Felicity i jej przyjaciół. Elena i Tracy przygotowują się do ślubu. Noel znów szuka pracy. Felicity próbuje dostać się na prestiżowe zajęcia z malarstwa, ale bez powodzenia. Profesor Cavallo chwali jej prace, zaleca jednak powtórzenie podstaw. Ben wraca z kursu sanitariuszy z silnym postanowieniem, że zostanie lekarzem. Składa papiery na wydział medycyny. Do miasta przyjeżdża ojciec Felicity i nakłania ją, by podjęła decyzję w sprawie wyboru zawodu. Zmartwiona kłótnią z Benem i innymi porażkami, dziewczyna żali się Noelowi, który też ma kłopoty. Oboje, pocieszając się, spędzają ze sobą noc. |
| 2          | My Best Friend's Wedding | Przygotowania do ślubu Tracy'ego i Eleny idą pełną parą. Felicity ukrywa przed Benem fakt, że zdradziła go z Noelem. Przeżywa jednak moralne katusze. Noel cierpi i czeka, aż Felicity podejmie decyzję. Dziewczyna postanawia rozstać się z Benem na jakiś czas. Chce być sama. Elena i Tracy proszą Felicity, żeby poprowadziła ceremonię ich ślubu. Ale zanim wypowiedzą sakramentalne "tak", odbywają poważną rozmowę, czy na pewno są dla siebie stworzeni. Niespodziewanie odwołują ślub. Zamiast nich, pod wpływem impulsu, pobierają się Meghan i Sean. |
| 3          | Your Money Or Your Wife  | Meghan nakłania Seana, żeby spotkał się z jej rodzicami - są przecież małżeństwem. Sean odmawia. Zajmują go głównie kłopoty finansowe. Ben i Felicity dochodzą do wniosku, że nie mogą żyć bez siebie i znów są razem. Felicity nie przyznała się do zdrady. Dręczą ją jednak wyrzuty sumienia. Noel nadal bezskutecznie szuka pracy. Niespodziewanie dostaje spadek po wujku byłej żony. Felicity, która wcześniej pokłóciła się z ojcem, musi teraz sama płacić za studia, ale odrzuca ofertę pomocy od Noela. Mimo sporów i perturbacji dochodzi do spotkania Meghan i Seana z teściami. Szczęście trwa jednak krótko. Sean ma kłopoty z komornikami, od których uwalnia go Noel. Rodzice Meghan grożą, że ją wydziedziczą, jeśli nie unieważni ślubu. Javier chce spróbować swoich sił w aktorstwie i zgłasza się do roli Don Kichota. |
| 4          | Miss Conception          | Felicity podejrzewa, że jest w ciąży z Noelem i tym bardziej nie potrafi przyznać się Benowi do zdrady. Na dodatek jedyne stypendium, z którego mogłaby skorzystać, wiąże się z udziałem w konkursie piękności. Ben znajduje kwit kasowy za próbę ciążową. Nie rozumie, co i dlaczego Felicity ukrywa. Alarm okazuje się fałszywy. Ojciec namawia Meghan, żeby spotkała się z jego znajomym, adwokatem. Liczy na to, że Meghan zostawi Seana. Noel dostaje pracę doradcy na uniwersytecie. Pomaga Felicity zdobyć posadę asystentki profesora malarstwa. To może rozwiązać jej problemy finansowe, zwłaszcza, że w konkursie piękności nie odniosła sukcesu. |
| 5          | Booz                     | Bohaterowie przygotowują wielkie przyjęcie z okazji święta Halloween. Javier pokłócił się z Samuelem i wyprowadza się z mieszkania. Kiedy dowiaduje się, że w Atlantic City występuje słynny piosenkarz Lionel Richie, rezygnuje z udziału w przyjęciu i wraz z Noelem rusza na koncert. Ben i jego nowy kolega Trevor oblewają test z chemii. Na dodatek wdają się w kłótnię z profesorem, który wyrzuca ich z zajęć. Zrozpaczeni idą do baru, a stamtąd na przyjęcie. Jeszcze nie wiedzą, że ich eskapada zakończy się dramatycznie. Trevor traci przytomność i zapada w śpiączkę wskutek zatrucia alkoholowego. Ben opowiada o całym zdarzeniu profesorowi, który bardzo przejął się wypadkiem. Przyznaje, że zbyt surowo ich ocenił i obiecuje, że chłopcy będą mogli poprawić test z chemii. |
| 6          | Oops Noel Did It Again   | W przeddzień urodzin Felicity otrzymuje od Bena zabytkowe sanki. Ben składa jej również propozycję wspólnej podróży do Vermont, gdzie spadł już śnieg. Wyjazdowe plany krzyżuje zła wiadomość. Lauren, znajoma ojca Bena, powiadamia, że Andrew leży umierający w szpitalu w Nowym Jorku. Felicity z powodzeniem prowadzi zajęcia jako asystentka profesora Cavallo. Gorzej jest z Noelem, który nie daje sobie rady ze sprawami swoich podopiecznych. Ku niezadowoleniu Felicity i Eleny wprowadzają się do nich dwie studentki pierwszego roku. Wynika z tego mnóstwo kłopotów, ponieważ Tammy i Gaby to osoby bardzo beztroskie. Noel widzi na ulicy Bena z Lauren. Obawia się, że Ben może zdradzać Felicity. Wdaje się z nim w kłótnię i w złości wykrzykuje, że spał z jego dziewczyną. Ben jest zdruzgotany i nie chce rozmawiać z Felicity. Zresztą nie ma teraz wiele czasu na sprawy sercowe. Całą uwagę skupia na nieuleczalnie chorym ojcu. Mimo obietnicy, jaką złożył Andrew, nie pozwala lekarzom odłączyć go od aparatury. |
| 7          | The Storm                | Wszyscy już wiedzą o zdradzie Felicity. Ben nadal nie chce z nią rozmawiać. Noel wreszcie znajduje posadę, ale pierwszego dnia wdaje się w romans z Zoe, córką szefa. Ten przyłapuje młodych na pocałunku i zwalnia Noela. Do Nowego Jorku przyjeżdża mama Bena. Wyznaje mu, że wybaczyła mężowi i kiedy ten wyzdrowieje, chce go zabrać z powrotem do domu. Ben zastanawia się, czy mógłby wybaczyć Felicity. Dochodzi jednak do wniosku, że nie stać go na taki gest. Felicity pisze do Bena długi list. |
| 8          | The Last Thanksgiving    | Zbliża się święto Dziękczynienia. Przyjaciele organizują ostatnie wspólne przyjęcie z tej okazji. Do Noela przyjeżdża brat, Ryan. Chłopcy nie potrafią jednak nawiązać kontaktu. Noel znowu wpada w tarapaty. Z poznaną w barze dziewczyną idzie do hotelu, ale zostaje tam okradziony. Z pomocą śpieszy mu Ryan. Ben zjawia się na przyjęciu z Lauren, co wywołuje nieprzyjazne komentarze i niepokój Felicity. Wybucha kłótnia. Elena nawiązuje flirt z kolegą Bena, Trevorem. Nie jest jednak pewna, czy chłopak jest wystarczajšco inteligentny. Za radą Meghan przeprowadza test. Ben wraca do Felicity, spędza z nią noc, ale potem stwierdza, że to pomyłka. Nadal nie może jej wybaczyć zdrady. |
| 9          | Moving On                | Felicity raz jeszcze próbuje porozmawiać z Benem, który nie chce do niej wrócić. Lauren przeprowadza się do Nowego Jorku. Chce uciec od byłego narzeczonego i zacząć nowe życie. Ben zaprasza ją na randkę. Spędzają ze sobą noc. Felicity, zachęcona przez Elenę, umawia się z kolegą z zajęć, Owenem. Randka ma jednak charakter bardziej przyjacielski niż romantyczny. Javier, adorowany przez koleżankę z roku, Ritę, wyznaje, że jest gejem. Rita nie jest tym zaskoczona i wyjaśnia, że chodzi jej tylko o miłe towarzystwo. Zostają przyjaciółmi. Noel nie umie znaleźć swego miejsca w świecie. Zwraca się o pomoc do terapeuty, który stwierdza u niego depresję i przepisuje lekarstwa. |
| 10         | Fire                     | Ben pilnie uczy się do egzaminu z chemii. Felicity bierze z niego przykład i poświęca więcej czasu swoim obrazom. Chce prosić o radę Noela, który - kierując się wskazówkami terapeuty - postanawia ułożyć sobie życie bez niej. Trevor, kolega Bena ze studiów, nadal romansuje z Eleną. Pewnego popołudnia wybucha pożar w budynku uniwersyteckim. Felicity jest akurat bardzo zajęta swoimi obrazami. Kiedy zdaje sobie sprawę z grozy sytuacji, nie jest już w stanie opuścić płonącego atelier. Noel przybywa w samą porę, żeby ją uratować. Do Meghan przyjeżdża jej młodsza siostra, Lila. Jest w ciąży i boi się reakcji rodziców. Meghan obiecuje jej pomóc. |
| 11         | Perfect Match            | Mimo coraz częstszych spotkań, urażony Ben nie chce wrócić do Felicity. Dziewczyna postanawia spędzić Boże Narodzenie w domu. Ben odnajduje ją na lotnisku i proponuje zawarcie rozejmu. Przebywający w szpitalu Andrew Covington traci przytomność. Ben musi podjąć za ojca decyzję o transplantacji wątroby. Operacja kończy się powodzeniem. Noel zakłada firmę komputerową, a Sean, który znajduje mu pierwszego klienta, zostaje jego wspólnikiem. Wszyscy bohaterowie organizują bal sylwestrowy. Podczas wspólnej zabawy Noel przeprasza Bena za swoje zachowanie. |
| 12         | Future Shock             | Lauren oznajmia zaskoczonemu Benowi, że jest z nim w ciąży. Chce jednak sama wychowywać dziecko. Badania potwierdzają ojcostwo Bena, ale on nie czuje się gotowy do roli głowy rodziny. Za bardzo pochłaniają go studia, zwłaszcza że profesor Hodges zatrudnił jego i Trevora jako asystentów badawczych. Felicity i Owen kursują po galeriach w nadziei, że któraś zainteresuje się ich obrazami. Do Nowego Jorku przyjeżdża mama Felicity i wypytuje córkę o plany. Dziewczyna znów odczuwa lęk przed przyszłością. Noel i Sean dostają pracę konsultantów w firmie Webb Graphics, z której Noela już raz wyrzucono za romans z córką właściciela. Zoe nadal jest zainteresowana Noelem, który w pełni to odwzajemnia. |
| 13         | Kiss and Tell            | Andrew Covington dowiaduje się, że Lauren jest w ciąży z jego synem. Namawia Bena, żeby odpowiedzialnie podszedł do sprawy i nie zrzekał się ojcostwa. Felicity nie wie, jak zareagować na wiadomość, że Ben będzie ojcem. Na razie unika spotkań i postanawia zainteresować się architekturą. Noel skłania ją, żeby pomogła w pracy jego koledze, Adamowi, który - choć zrozpaczony po odejściu dziewczyny - okazuje zdumionej Felicity nadmierne zainteresowanie. Kwitnie romans Noela i Zoe. |
| 14         | Raising Arizona          | Ben postanawia wychowywać dziecko wspólnie z Lauren, która jednak podjęła decyzję o powrocie do Arizony. Ben rozmawia z profesorem Hodgesem o ewentualnym przeniesieniu. Profesor obiecuje pomóc w tej sprawie. Felicity przyrzeka Adamowi, że zostanie w Nowym Jorku i pomoże mu w pracy. Kłóci się z Benem, gdy dowiaduje się o jego planowanym wyjeździe do Arizony. W końcu oboje postanawiają poprosić Lauren, aby zamieszkała w Nowym Jorku. Zoe za wszelką cenę chce utrzymać w tajemnicy romans z Noelem. Tłumaczy to strachem przed kolejną porażką. Wcześniej przeżyła głęboki zawód miłosny, który przypłaciła depresją. |
| 15         | The Paper Chase          | Felicity jest zazdrosna o Bena, który chodzi z Lauren na kurs rodzenia. Nie potrafi się skoncentrować na nauce, tymczasem zbliża się termin zaliczeń. Za radą Meghan przepisuje fragment cudzej pracy. Profesor Carnes jest zachwycona materiałem przedstawionym przez Felicity. Załatwia jej możliwość publikacji. Komisja kwalifikacyjna jest jednak podejrzliwa. Felicity nie wie, jak się zachować. Za plagiat grozi jej wydalenie ze studiów. Ojciec Zoe chce wyrzucić Seana z pracy. Jego jowialność i niepohamowany entuzjazm podobno odstraszają klientów. Noel przekonuje Seana, żeby zadbał o maniery, ale ten się obraża i postanawia sam odejść. |
| 16         | Ben Dont't Leave         | Lauren prosi Bena, żeby pomógł jej przy przeprowadzce. Powoduje wypadek samochodowy. Wskutek odniesionych obrażeń Ben trafia do szpitala. Lauren wychodzi z wypadku bez szwanku. Felicity dowiaduje się od lekarza, że prowadząca auto dziewczyna była pijana. Zdenerwowana tą wiadomością urządza jej scenę. Lauren najpierw jest oburzona, ale potem przeprasza Felicity. Ben pomyślnie przechodzi operację. W szpitalu odwiedzają go wszyscy jego przyjaciele. Felicity wyznaje, że przepisała cudzą pracę. Profesor Carnes jest mocno zaskoczona i wyraża swoją dezaprobatę. Nie wyciąga z tego jednak żadnych konsekwencji. Noel martwi się, że Zoe nic do niego nie czuje, bo nie doszło między nimi do zbliżenia. Zoe kładzie wszystko na karb ubocznego działania lekarstw. |
| 17         | The Graduate             | W życiu Felicity następują wielkie zmiany. Kończy studia, przyjmuje też oświadczyny Bena. Lauren rodzi syna. Ben jest obecny przy porodzie i przyznaje, że trudno mu będzie rozstać się z dzieckiem. Decyduje się na wyjazd do Arizony. Rodzice Felicity przyjeżdżają na uroczystość rozdania dyplomów. Ojciec wpada w złość, kiedy dowiaduje się o dziecku Bena i jego planach wyjazdowych. Prosi córkę, żeby się wreszcie uwolniła od chłopaka. Pod wpływem ojca Felicity wraca do Palo Alto. Zapisuje się na uniwersytet Stanforda. Postanawia studiować medycynę. Po kilku miesiącach przyjeżdża do niej Ben. Znów są razem. |
| 18         | Time Will Tell           | Elena ginie w wypadku samochodowym. Noel i Zoe postanawiają się pobrać. Felicity przyłapuje Bena całującego się z Claire. Okazuje się, że ich romans trwa od miesiąca. Na ślubie Noela, Felicity uświadamia sobie, że źle zrobiła, wiążąc się z Benem, a nie z Noelem. Meghan rzuca zaklęcie, które cofa Felicity w czasie. Znów wraca do nocy spędzonej z Noelem. Tym razem od razu mówi o tym Benowi. Postanawia związać się z Noelem, który początkowo się waha, gdyż boi się kolejnego zawodu. W końcu oboje stwierdzają, że chcą być razem. |
| 19         | The Power of The Ex      | Felicity i Noel postanawiają umawiać się w miejscach, gdzie na pewno nie natkną się na Bena. Spotykają jednak Hannę, dawną dziewczynę Noela. Felicity obawia się rywalki, ale zgadza się, żeby Noel pomógł jej w tworzeniu strony internetowej. Sama zapisuje się na zajęcia z chemii organicznej. Chce wrócić na medycynę, co oznacza spotkania z Benem. W Noelu istotnie ożywają dawne uczucia do Hanny. Wybiera jednak Felicity, która zaczyna romansować z Benem. Sean dzwoni do Julie i zaprasza ją do siebie. Chce sprawdzić, czy coś zostało z ich dawnych uczuć. |
| 20         | Spin In The Bootle       | Ben jest arogancki i nieprzyjemny w rozmowie z Felicity. Ostrzega dziewczynę, że pożałuje swej decyzji i jeszcze zapragnie do niego wrócić. Tymczasem Felicity i Noel postanawiają zamieszkać razem. Sean cieszy się na przyjazd Julie. Ben poznaje jednak rzeczywisty powód przyjazdu dawnej przyjaciółki. Sean jest zrozpaczony. Na dodatek Julie chce się umówić z Benem na randkę. Felicity jest przekonana, że jej były chłopak zgodził się na spotkanie z Julie tylko dlatego, żeby wzbudzić w niej zazdrość. Nie potrafi zachować spokoju, gdy Ben całuje się z Julie. Noel jest zrozpaczony. Odchodzi od Felicity przekonany, że dziewczyna nigdy nie zapomni o Benie. |
| 21         | Felicity Interrupted     | Felicity obwinia siebie o tragiczną śmierć Noela. Postanawia udać się do Korsikoffa, autora magicznej księgi, w której Meghan znalazła zaklęcie pozwalające Felicity podróżować w czasie. Korsikoff zgadza się na eksperyment. Ben błaga Felicity, żeby mu wybaczyła zdradę i została z nim na zawsze. Felicity budzi się w przeddzień ślubu Noela. Jest wśród przyjaciół. Dowiaduje się, że miała wysoką gorączkę i majaczyła. Noel żeni się z Zoe. Felicity nie wie, co jest jawą, a co snem. |
| 22         | Back to The Future       | Felicity chce odzyskać Noela i opowiada mu o swojej podróży w czasie. Noel uznaje, że Felicity cierpi na chorobę psychiczną. Dzieli się swoimi obawami z Benem. Ten przyłapuje Felicity na czarnoksięskich praktykach. Felicity przekonuje Bena, że mówi prawdę i przepowiada mu chorobę ojca i spotkanie z Lauren. Ben i Noel postanawiają odwieźć Felicity do psychiatry. Lekarz umieszcza ją w oddziale zamkniętym szpitala psychiatrycznego. Do Bena istotnie dzwoni Lauren i mówi mu o chorobie ojca. Ben postanawia wykraść Felicity ze szpitala. |

## Nagrody
Keri Russell zdobyła Złoty Glob za rolę Felicity w 1999 roku, a sam serial nominowany był do tej nagrody w kategorii "najlepszy serial fabularny". Także w 1999 roku autor zdjęć do serialu, Robert Primes, otrzymał nagrodę Emmy.

## "Sprawa fryzury"
Keri Russell bez uzgodnienia z producentami serialu obcięła na początku 2. sezonu swoje długie, kręcone włosy, z których słynęła. Wywołało to falę protestów wśród telewidzów, a niektórzy w tym fakcie dopatrują się spadku popularności programu.